# Johannes Giesberts

Johannes Giesberts

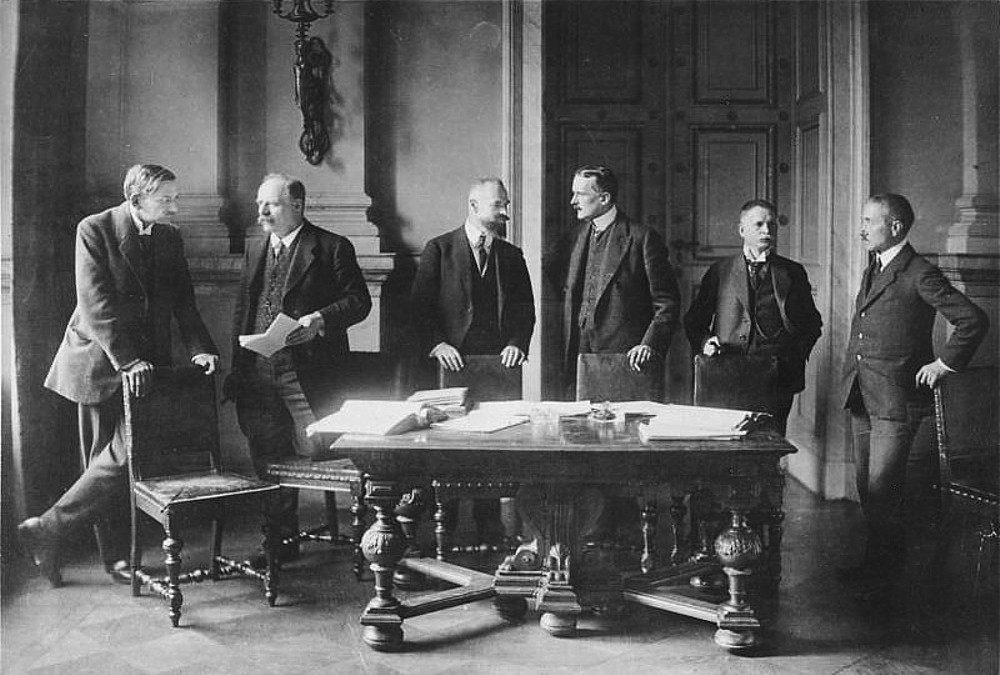
Reichspostminister Giesberts in der deutschen Verhandlungsdelegation für den Versailler Vertrag, Zweiter von links

Johannes Giesberts, auch Johann (* 3. Februar 1865 in Straelen; † 7. August 1938 in Mönchengladbach) war ein deutscher Gewerkschafter und Politiker (Zentrum). Er war der erste deutsche Postminister (1919 bis 1922).

## Leben und Beruf
Giesberts wurde als Sohn eines Bäckers geboren. Nach dem Besuch der Volksschule musste er aus familiären Gründen eine Ausbildung zum Bäcker abbrechen und war anschließend bis 1899 als Arbeiter tätig. Er war seit 1893 in der katholischen Arbeiterbewegung aktiv und arbeitete von 1899 bis 1905 als Redakteur für die Westdeutsche Arbeiterzeitung in München-Gladbach. Zeitweise war er auch als Redakteur beim Zentralblatt der christlichen Gewerkschaften beschäftigt.

## Partei
Giesberts war Mitglied der Zentrumspartei. Von 1912 bis 1933 war er im Vorstand der Reichstagsfraktion.

## Abgeordneter
Giesberts war von 1906 bis 1918 Ratsmitglied der Stadt München-Gladbach. Er gehörte von 1905 bis 1918 dem Reichstag an und war von 1906 bis 1918 Mitglied des preußischen Abgeordnetenhauses. In der Zeit der Weimarer Republik gehörte er 1919/20 der Weimarer Nationalversammlung an und war von Juni 1920 bis März 1933 erneut Mitglied des Reichstags. Im Parlament vertrat er den Wahlkreis Düsseldorf-Ost.

## Öffentliche Ämter

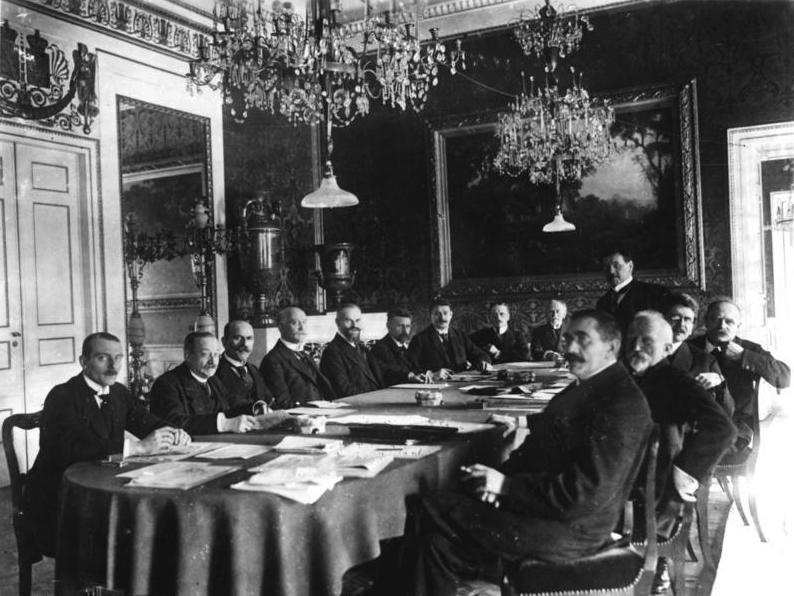
Erste Kabinettssitzung des Kabinetts Scheidemann am 13. Februar 1919 in Weimar. V.l.: Ulrich Rauscher, Pressechef der Reichsregierung, Robert Schmidt, Ernährung, Eugen Schiffer, Finanzen, Philipp Scheidemann, Reichskanzler, Otto Landsberg, Justiz, Rudolf Wissell, Wirtschaft, Gustav Bauer, Arbeit, Ulrich von Brockdorff-Rantzau, Auswärtiges, Eduard David ohne Portefeuille, Hugo Preuss, Inneres, Johannes Giesberts, Post, Johannes Bell, Kolonien, Georg Gothein, Schatz, Gustav Noske, Reichswehr

Giesberts wurde am 1. Januar 1918 als sozialpolitischer Beirat ins Reichswirtschaftsamt berufen und nach der Bildung des Reichsarbeitsministeriums im Oktober 1918 zum dortigen Staatssekretär ernannt. Vom 13. Februar 1919 bis zum 22. November 1922 amtierte er als Reichspostminister in den von den Reichskanzlern Philipp Scheidemann, Gustav Bauer, Hermann Müller, Constantin Fehrenbach und Joseph Wirth geleiteten Reichsregierungen. Weiterhin gehörte er der deutschen Delegation auf der Pariser Friedenskonferenz 1919 unter der Führung von Ulrich von Brockdorff-Rantzau an.

## Fazit
Der christliche Gewerkschaftsführer Johann Giesberts hatte maßgeblichen Anteil am Aufschwung der Arbeiterbewegung im Kaiserreich. Als langjähriger Zentrumsparlamentarier leistete er einen unübersehbaren Beitrag zur politischen Modernisierung des Wilhelminischen Reiches. Als Reichspostminister der frühen Weimarer Republik sah er sich mit der schwierigen Aufgabe der Reorganisation seiner der Kommunikation verpflichteten Behörde betraut. Er ist ein aus bescheidenen Verhältnissen aufgestiegener Politiker, der sich um die soziale Bewegung und die Demokratie in Deutschland verdient gemacht hat.

## Ehrungen
- Johann-Giesberts-Platz in Straelen
- Giesbertsstraße in Nürnberg

## Werke
- Aus meinem Leben, 1924